# Старий Базанув
Старий Базанув (пол. Stary Bazanów) — село в Польщі, у гміні Рики Рицького повіту Люблінського воєводства.
Населення — 483 особи (2021).

## Демографія
Демографічна структура станом на 2021 рік:
|          | Загалом | Допрацездатний вік | Працездатний вік | Постпрацездатний вік |
| -------- | ------- | ------------------ | ---------------- | -------------------- |
| Чоловіки | 233     | 43                 | 153              | 37                   |
| Жінки    | 250     | 46                 | 136              | 68                   |
| Разом    | 483     | 89                 | 289              | 105                  |